# 楊信 (後漢)
杨信（承信）（?—?），后汉隐帝 时期任寿州节度使。
其父杨光远先后叛（后）唐归（后）晋，又外接契丹而欲自立，由于契丹失约失败被杀。后来，杨信被契丹任命为平卢节度使，并将原来杨光远手下的军队交给他。后汉隐帝时期，杨信先后任安州节度使、鄜州节度使、并加开府仪同三司，进封杞国公、韩国公、鲁国公。北汉时期，杨信作为殿前都指挥使曾与北宋进行过几次战斗，但鲜有胜绩。